# Jacques Monfrin
Jacques Monfrin (* 26. April 1924 in Decazeville; † 11. Dezember 1998) war ein französischer Romanist und Mediävist.

## Leben und Werk
Monfrin studierte an der École pratique des hautes études (EPHE), an der École nationale des chartes und an der École française de Rome. Bis 1955 war er Bibliothekar am Département des manuscrits der Bibliothèque nationale de France (BnF).
Im selben Jahr wurde er auf Betreiben von Clovis Brunel zum Generalsekretär der École nationale des chartes berufen und mit Vorlesungen des Mittellateins an der Philosophischen Fakultät der Sorbonne beauftragt. 1958 folgte er seinem Lehrer Robert Bossuat auf dem Lehrstuhl für Romanische Philologie (1992 emeritiert). Ab 1974 lehrte er an der École pratique des hautes études. Von 1976 bis 1987 war er Leiter der École nationale des chartes (Nachfolger: Emmanuel Poulle), ab 1976 Herausgeber der Zeitschrift Romania, ab 1981 Mitglied der l’Académie royale de langue et de littérature françaises de Belgique, ab 1983 der Académie des Inscriptions et Belles-Lettres. Daneben war er an weiteren Akademien in Italien, Spanien und Dänemark tätig. Monfrin war auch an zahlreichen Editionen beteiligt.

## Werke
- mit Robert Bossuat: Manuel bibliographique de la littérature française du Moyen âge. Supplément: (1949–1953). Librairie d'argences, Paris 1955.
- als Herausgeber mit André Chastel: Trésors de la poésie médiévale (= Les portiques. Band 63, ZDB-ID 1040218-4). Le Club Français du Livre, Paris 1959.
- als Herausgeber: Abélard: Historia calamitatum. J. Vrin, Paris 1960.
- mit Charles Samaran: Pierre Bersuire, prieur de Saint-Éloi de Paris (1290 ?–1362). In: Histoire littéraire de la France, Band 39, 1962, ZDB-ID 798524-1, S. 259–450 (Auch Sonderabdruck: Imprimerie Nationale, Paris 1962).
- Honoré Champion et sa librairie, 1874–1978. Champion, Paris 1978.
- mit Françoise Vielliard: Manuel bibliographique de la littérature française du Moyen âge. Supplément 3: (1960–1980). Teil 2: L'ancien français (chapitres IV à IX), le moyen français. Centre National de la Recherche Scientifique, Paris 1991, ISBN 2-222-04324-7.
- mit Marie-Henriette Jullien de Pommerol: La bibliothèque pontificale à Avignon et à Peñiscola pendant le grand schisme d'Occident et sa dispersion. Inventaires et concordances (= Collection de l'Ecole Française de Rome. Band 141). 2 Bände. Ecole Française de Rome, Rom 1991, ISBN 2-7283-0226-X (Band 1), ISBN 2-7283-0227-8 (Band 2).
- als Herausgeber: Joinville: Vie de Saint Louis. Dunod, Paris 1995, ISBN 2-10-002601-1 (Auch: Garnier, Paris 2002, ISBN 2-253-06678-8; (= Textes littéraires du Moyen Âge. Band 12). Garnier, Paris 2010, ISBN 978-2-8124-0144-2).
- als Herausgeber mit Anne Grondeux und Brian Merrilees: Duo glossaria. Le glossaire Latin-Francais du Ms. Montepelier H 326. Glossarium Gallico-Latinum. Le Glossaire Francais-Latin du Ms. Paris Lat 7684 (= Corpus Christianorum. Continuatio Mediaevalis. Series in-4°. Lexica Latina Medii Aevi. Nouveau Recueil des Lexiques latin-français du Moyen Age. Band 2). Brepols, Turnhout 1998, ISBN 2-503-50783-2.
- als Herausgeber mit Marie-Henriette Jullien de Pommerol: Inventaires de prélats et de clercs français. Édition (= Bibliothèques Ecclésiastiques au Temps de la Papauté d'Avignon. Band 2 = Histoire des Bibliothèques Médiévales. 12: Documents, Études et Répertoires 61). Éditions du Centre National de la Recherche Scientifique, Paris 2001, ISBN 2-271-05750-7.
- als Herausgeber mit Anthony J. Holden: Le roman d'Eustache le Moine (= Ktēmata. Band 18). Nouvelle édition. Peeters, Louvain u. a. 2005, ISBN 90-429-1607-9.